# متحف نيبون مارو

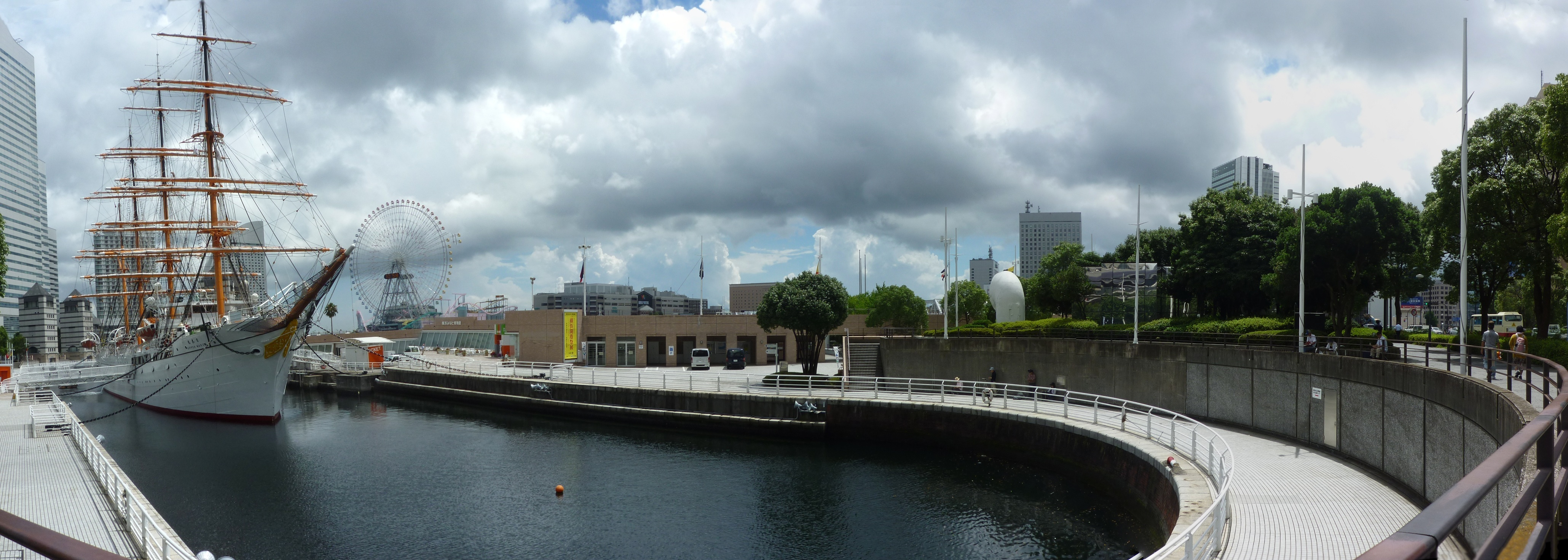
سفينة نيبون مارو.

متحف نيبون مارو (باليابانية: 日本丸) هو متحف ياباني، يقع المتحف في سفينة يابانية، رست السفينة بشكل دائم في ميناء يوكوهاما، في منطقة حديقة نيبون مارو التذكارية.

## التاريخ
بنيت سفينة نيبون مارو في كوبي في عام 1930، وكانت سفينة تدريب للطلاب، تمثل السفينة أحد السفن التجارية اليابانية، ثم تحولت السفينة وأصبحت متحف في عام 1984، في الغزو تويوتومي لكوريا، واحتلت نيبون مارو وسمية السفينة باسم سفينة كوكي يوشيتاكا.

## وصلات خارجية
- دليل نيبون مارو باللغة الإنجليزية